# Seleção Libanesa de Futebol
A Seleção Libanesa de Futebol representa o Líbano nas competições de futebol da FIFA. Fundada em 1933, associou-se à instituição em 1936. É uma seleção sem tradição, tendo disputado duas Copas da Ásia, uma em 2000, quando sediou o evento, e outra em 2019, quando se classificou como o 1º colocado do grupo B da terceira fase classificatória. 
Manda seus jogos no Camille Chamoun Sports City Stadium.

## História
A primeira partida internacional disputada pelo Líbano foi contra o selecionado do Mandato Britânico da Palestina e perderam por 1 - 5.
Seus melhores resultados em competições internacionais foram apenas dois terceiros lugares em Copas das Nações Árabes: em 1963, quando sediou o evento, e em 2003.
Em 2000 sediou a Copa da Ásia, e embora a seleção fosse frágil, criou-se uma grande expectativa quanto à sua participação devido ao fato do Líbano ser o país-sede. Entretanto, foi eliminada ainda na primeira fase. A equipe contava com cinco brasileiros naturalizados libaneses (Newton, Gilberto dos Santos - chamado pelo sobrenome no Líbano - , Marcílio, Fernandez e Jadir Morgenstern).

## Desempenho em Copas do Mundo
- 1930 a 1990 - não disputou
- 1994 a 2018 - não se qualificou

## Desempenho em Copas da Ásia (2000 a 2019)
Copa da Ásia de 2000 - 10º lugar
Copa da Ásia de 2004 - não se qualificou
Copa da Ásia de 2007 - não se qualificou
Copa da Ásia de 2011 - não se qualificou
Copa da Ásia de 2015 - não se qualificou
Copa da Ásia de 2019 - 17º lugar

## Campanha para o Qatar 2022
A Seleção Libanesa atualmente disputa as Eliminatórias da Copa do Mundo FIFA de 2022 e está no 4º lugar do grupo H - Segunda Fase - da competição. Mesmo assim, está em constante evolução no Ranking Mundial da FIFA.